# Valfenera
Valfenera (piemontiul: Valfnera) település Olaszországban, Piemont régióban, Asti megyében. Lakosainak száma 2402 fő (2023. január 1.). Valfenera Cantarana, Dusino San Michele, Ferrere, Isolabella, Montà, Villanova d’Asti és Cellarengo községekkel határos.

## Népesség
A település lakossága az elmúlt években az alábbi módon változott:
| Lakosok száma | 2459 | 2464 | 2402 |
|               | 2017 | 2018 | 2023 |